# Гарленд (Вайомінг)
Гарленд (англ. Garland) — переписна місцевість (CDP) в США, в окрузі Парк штату Вайомінг. Населення — 110 осіб (2020).

## Географія
Гарленд розташований за координатами 44°46′40″ пн. ш. 108°39′15″ зх. д. / 44.77778° пн. ш. 108.65417° зх. д. (44.777720, -108.654155).  За даними Бюро перепису населення США в 2010 році переписна місцевість мала площу 8,79 км², уся площа — суходіл.

## Демографія
Згідно з переписом 2010 року, у переписній місцевості мешкало 115 осіб у 53 домогосподарствах у складі 32 родин. Густота населення становила 13 особи/км².  Було 53 помешкання (6/км²).
Расовий склад населення:
| - 99,1 % — білих - 0,9 % — чорних або афроамериканців |

До двох чи більше рас належало 0,0 %. Частка іспаномовних становила 7,8 % від усіх жителів.
За віковим діапазоном населення розподілялося таким чином: 20,9 % — особи молодші 18 років, 62,6 % — особи у віці 18—64 років, 16,5 % — особи у віці 65 років та старші. Медіана віку мешканця становила 42,8 року. На 100 осіб жіночої статі у переписній місцевості припадало 134,7 чоловіків;  на 100 жінок у віці від 18 років та старших — 139,5 чоловіків також старших 18 років.
Цивільне працевлаштоване населення становило 97 осіб. Основні галузі зайнятості: мистецтво, розваги та відпочинок — 43,3 %, роздрібна торгівля — 28,9 %, сільське господарство, лісництво, риболовля — 27,8 %.